# Heterogamisca persica
Heterogamisca persica är en kackerlacksart som först beskrevs av Lucien Chopard 1921.  Heterogamisca persica ingår i släktet Heterogamisca och familjen Polyphagidae. Inga underarter finns listade i Catalogue of Life.